# Estación de Gaîté
La estación de Gaîté es una estación de la línea 13 del metro de París situada al sur de la capital, en el XIV Distrito.

## Historia
La estación fue inaugurada el 21 de enero de 1937. Formaba parte de la antigua línea 14 hasta que el 9 de noviembre de 1976 pasó a integrarse en la actual línea 13.
La estación debe su nombre a la calle de la Gaîté, una calle conocida en el siglo XIX por sus cabarés, teatros, restaurantes y locales de baile. De hecho gaîté, no es más que una versión arcaica de la palabra gaieté, que significa alegría en español. En la actualidad, la calle sigue conservando numerosos teatros, restaurantes e incluso sexshop. 

## Descripción
Se compone de dos andenes laterales de 75 metros de longitud y de dos vías.
Está diseñada en bóveda elíptica revestida completamente de los clásicos azulejos blancos biselados del metro parisino, con la única excepción del zócalo que es de color marrón. Los paneles publicitarios emplean un fino marco dorado con adornos en la parte superior. 
Su iluminación ha sido renovada empleando el modelo vagues (olas) con estructuras casi adheridas a la bóveda que sobrevuelan ambos andenes proyectando la luz en varias direcciones.
La señalización por su parte usa la tipografía CMP donde el nombre de la estación aparece sobre un fondo de azulejos azules en letras blancas. Por último, los asientos de la estación son rojos, individualizados y de tipo Motte.

## Accesos
La estación dispone de cinco accesos, todos ellos en la avenida du Maine, excepto uno que se encuentra dentro del centro comercial Gaîté.